# Museum Amager
Museum Amager består af 4 museer:
- Amagermuseet i Store Magleby

og 3 museer i Dragør:
- Dragør Museum
- Danmarks Lodsmuseum på Dragør Havn
- Mølsteds Museum med værker af marinemaleren Christian Mølsted

samt:
- Museumskutteren Elisabeth K571 i Dragør Gl. Havn.[1]